# Баптиста Касерта, Мариано
Мариа́но Бапти́ста Касе́рта (исп. Mariano Baptista Caserta; 16 июля 1832 — 19 марта 1907) — боливийский политический деятель, президент страны в 1892—1896 годах. Член Консервативной партии.

## Биография
С молодых лет увлекался журналистикой, был основателем и директором El Porvenir de Sucre (1855). Воинствующий католик. Был директором семинарии Кочабамбы, а также профессором истории и литературы.
В 1855 году был избран депутатом регионального парламента в Чукисаке. Считался сторонником президента-диктатора Хосе Марии Линареса. При президенте М. Мельгарехо подвергся преследованиям, эмигрировал на 3 года в Европу. В 1871 году, находясь в изгнании, баллотировался в Учредительное собрание, вернулся на родину и выиграл выборы.
9 мая 1873 — 4 мая 1876 — министр иностранных дел (при президенте Адольфо Бальивиане. 6 августа 1874 года подписал новый договор с Чили о границах.
В период 2-й Тихоокеанской войны (1879—1883) выступал за скорейшее заключение мира.
4 сентября 1884 — 15 августа 1888 — президент Конгресса (вице-президент по должности).
23 октября 1888 — 25 января 1891 — вновь министр иностранных дел (при президенте Анисето Арсе Руисе). При поддержке президента выдвинул свою кандидатуру на новых президентских выборах. После подсчёта голосов выяснилось, не избран ни один из кандидатов и выборы были перенесены в Конгресс. Так как пропрезидентские депутаты были в меньшинстве, президент А. Арсе депортировал из страны 8 оппозиционных депутатов и лишил полномочий ещё 21, только тогда М. Баптиста смог одержать победу.
11 августа 1892 — 19 августа 1896 — президент Боливии.
В отличие от своего предшественника А. Арсе, взял курс на примирение с либералами. С этой целью он объявил политическую амнистию и сделал всё для того, чтобы править прозрачно, обеспечить верховенство права. Впрочем, ему не удалось избежать неприятностей. Его репутация была испорчена, когда бывший президент Иларион Даса, который вернулся в страну, чтобы доказать свою правоту в действиях, спровоцировавших 2-ю Тихоокеанскую войну, был убит собственным телохранителем сразу после пересечения государственной границы. Это убийство не было объяснено и никого не наказали. Большинство боливийцев обвинили в этом преступлении администрацию Баптисты.
При нём были осуществлены важные географические экспедиции на северо-восток страны, колонизировались новые территории, развивалась дорожная сеть и началось строительство правительственного дворца в Сукре. Также при нём совершенствовалась система государственного образования, были созданы новые школы, основаны университеты в Оруро и Потоси (1892).
Во времена его правления был подписан ряд важных международных соглашений. Среди них стоит отметить соглашения с Чили (18 мая 1895), признавшего чилийский суверенитет над Антофагастой; с Аргентиной по поводу Пуна-де-Атакама; с Парагваем по спорной территории в Чако; с Бразилией и Перу по району стыка трёх границ. Он также участвовал в подписании первого (предварительного) мирного договора о завершении войны в Тихом океане.
Ушёл из политики после завершения срока полномочий и умер в 1907 году в Кочабамбе.